# Cristhian Martínez (Fußballspieler)
Cristhian Jorge Martínez Muñoz, auch als Christian Martínez geführt, (* 18. Juni 1983 in Santiago) ist ein chilenischer Fußballspieler. Der Mittelfeldspieler absolvierte drei Länderspiele für Chile und wurde auf Vereinsebene 2004 nationaler Meister.

## Karriere

### Verein
Cristhian Martínez, auch Chino genannt, begann seine Profikarriere 2003 beim CF Universidad de Chile, mit dem er in der Apertura 2004 die Meisterschaft gewann. Nach sechs Jahren bei dem Verein verlängerte der Mittelfeldspieler seinen Vertrag nicht und wechselte zu Audax Italiano. Zur Clausura 2012 wechselte Martínez zu Deportes La Serena, konnte den Abstieg des Klubs aber nicht mehr verhindern und kehrte danach zu Audax zurück. Danach spielte Chino Martínez noch von 2013 bis 2015 für den AC Barnechea in der Primera B und 2016 bei Deportes Melipilla in der Segunda División.
Nach dem Angebot der University of New South Wales aus Sydney, für die Universität aufzulaufen und als Jugendtrainer zu agieren, zog es Martínez nach Australien in die Küstenmetropole.

### Nationalmannschaft
Cristhian Martínez debütierte für Chile beim Freundschaftsspiel gegen Kuba im Mai 2007. Danach kam er noch bei den Freundschaftsspielen gegen Haiti zwei Wochen nach seinem Debüt und gegen Paraguay über vier Jahre später zum Einsatz. Ein Pflichtspiel absolvierte Chino für die Nationalmannschaft nicht.

## Erfolge
Universidad de Chile
- Primera División: 2004-A

## Sonstiges
Sein jüngerer Bruder Sebastián Martínez ist ebenfalls Profifußballspieler, der auch beim CF Universidad de Chile seine Karriere begann und ein Länderspiel absolvierte.